# موسونية أنيقة
موسونية أنيقة (الاسم العلمي:Moussonia elegans) هي نوع من النباتات تتبع جنس الموسونية من الفصيلة الغزنرية.